# مينة (مقاطعة دورة)
مينة (بالفارسية: مینه) هي قرية تقع في Shurab Rural District في إيران. يقدر عدد سكانها بـ 371 نسمة بحسب إحصاء 2016.